# Пресс-секретарь Госдепартамента Соединенных Штатов Америки
Пресс-секретарь Госдепартамента Соединенных Штатов Америки — чиновник США , основной обязанностью которого является выполнение обязанностей представителя Госдепартамента США и внешней политики правительства США. Должность находится в Бюро по связям с общественностью.

## Описание
Исторически спикер Госдепартамента и помощник госсекретаря по связям с общественностью были синонимами одной и той же роли. Однако этого не было с момента окончания пребывания в должности Филиппа Дж. Кроули. С 2011 года помощник секретаря и представитель Госдепартамента были двумя разными обязанностями, которые выполняли разные люди. В конце 2015 года эти две роли снова объединили с назначением пресс-секретаря Джона Кёрби помощником министра по связям с общественностью.

## Обязанности
Пресс-секретарь Госдепартамента отвечает за уведомление о внешней политике Соединенных Штатов американским и иностранным СМИ, как правило, на ежедневных брифингах для печати. Ежедневный брифинг для прессы обычно включает краткое содержание расписания госсекретаря, любые предстоящие поездки секретаря, президента Соединенных Штатов или других выдающихся должностных лиц Госдепартамента, включая заместителей и помощников секретарей, а также официальные реакции правительства США и чиновников об определенных новостях дня, а затем вопросы и ответы с журналистами, принявшими участие в брифинге. Традиция, которая началась в должности госсекретаря Джона Фостера Даллеса в 1950-х годах ежедневный брифинг для прессы ведется в протоколе, записывается и доступен на вебсайте Государственного департамента.
Пресс-секретарь Госдепартамента часто сопровождает госсекретаря во время поездок, чтобы помочь во время пресс-конференций.